# سرجو کوربوچی
سرجو کوربوچی (ایتالیایی: Sergio Corbucci; ۶ دسامبر ۱۹۲۶ – ۱ دسامبر ۱۹۹۰) کارگردان، فیلم‌نامه‌نویس، و تهیه‌کننده اهل ایتالیا بود. او برادر بزرگ برونو کوربوچی کارگردان و فیلمنامه‌نویس است.

## زندگی‌نامه
کوربوچی در رم زاده شد. او حرفه خود را با کارگردانی فیلم‌های تقریباً ارزان قیمت تاریخی که کپی برداری از فیلم‌های تاریخی بزرگی چون اسپارتاکوس بودند آغاز کرد. در میان نخستین فیلم‌های وسترن اسپاگتی او می‌توان فیلم‌های قتل‌عام در گراند کانیون (۱۹۶۴) (که او با همکاری آلبرت باند تحت نام مستعار استنلی کوربت ساخته بود)، به علاوه قاضی مینه سوتا(۱۹۶۵) که به صورت انفرادی کارگردانی کرده بود را پیدا کرد. نخستین موفقیت تجاری کوربوچی با ژانر وسترن اسپاگتی و فیلم جانگو بود با بازی فرانکو نرو که هنرپیشه اول برخی فیلم‌هایش بود. او بعدها با فرانکو نرو در در دو فیلم دیگر در این ژانر همکاری کرد. فیلم مزدور (۱۹۶۸) جایی که نرو نقش سرگی کوالسکی را که یک مزدور لهستانی بود و همچنین بازیگرانی چون تونی موزانته، جک پالانس و جووانا رالی در آن بازی می‌کردند به علاوه فیلم همکاری در قتل را در سال ۱۹۷۰ و آخرین این سه‌گانه را که فیلم انقلاب مکزیک بود کارگردانی کرد.

پس از جنکو، کوربوچی فیلم‌های وسترن اسپاگتی بسیاری ساخت که او را موفق‌ترین کارگردان ایتالیایی این ژانر پس از سرجو لئونه و پرکارترین کارگردانان ایتالیا کرد. از مشهورترین فیلم‌هایش می‌توان به سکوت بزرگ، یک وسترن مخوف و تاریک با ابزی، یک قهرمان دارای اختلال گفتاری و یک آدم شریر سایکوپاتی نام برد. فیلم در بعضی کشورها به خاطر خشنونت بیش از اندازه‌اش ممنوع شد.

## فیلم‌شناسی
- برده (۱۹۶۲)
- قاضی مینه سوتا (۱۹۶۵)
- جانگو (۱۹۶۶)
- مردی که می‌خندد (۱۹۶۶)
- رینگو و تپانچه طلاییش (۱۹۶۶)
- هدف متحرک (۱۹۶۷)
- انسانهای بی‌رحم (۱۹۶۷)
- سرباز حرفه‌ای (۱۹۶۸)
- سکوت بزرگ (۱۹۶۸)
- حرفه‌ای‌ها (۱۹۶۹)
- همکاری در قتل (۱۹۷۰)
- راهزنان (۱۹۷۲)
- در میانه این انقلاب من چه کار می‌کنم؟ (۱۹۷۲)
- هیولا (۱۹۷۴)
- تقدیم به مادر عزیزم در زادروزش (۱۹۷۴)
- سفید، زرد، و سیاه (۱۹۷۵)
- بلوف (۱۹۷۶)
- آقای رابینسون (۱۹۷۵)
- نشان تو چیست؟ (۱۹۷۵)
- سه ببر در برابر سه ببر (۱۹۷۷)
- فردها و زوج‌ها (۱۹۷۸)
- رمز و راز ناپلی (۱۹۷۸)
- قمار برای بالاترین خطر (۱۹۷۸)
- دارم یه قایق تفریحی می‌گیرم (۱۹۸۰)
- سوپرپلیس (۱۹۸۰)
- دوست یک گنج است (۱۹۸۱)
- این و آن (۱۹۸۳)
- ریمینی ریمینی (۱۹۸۷)